# Barbuta

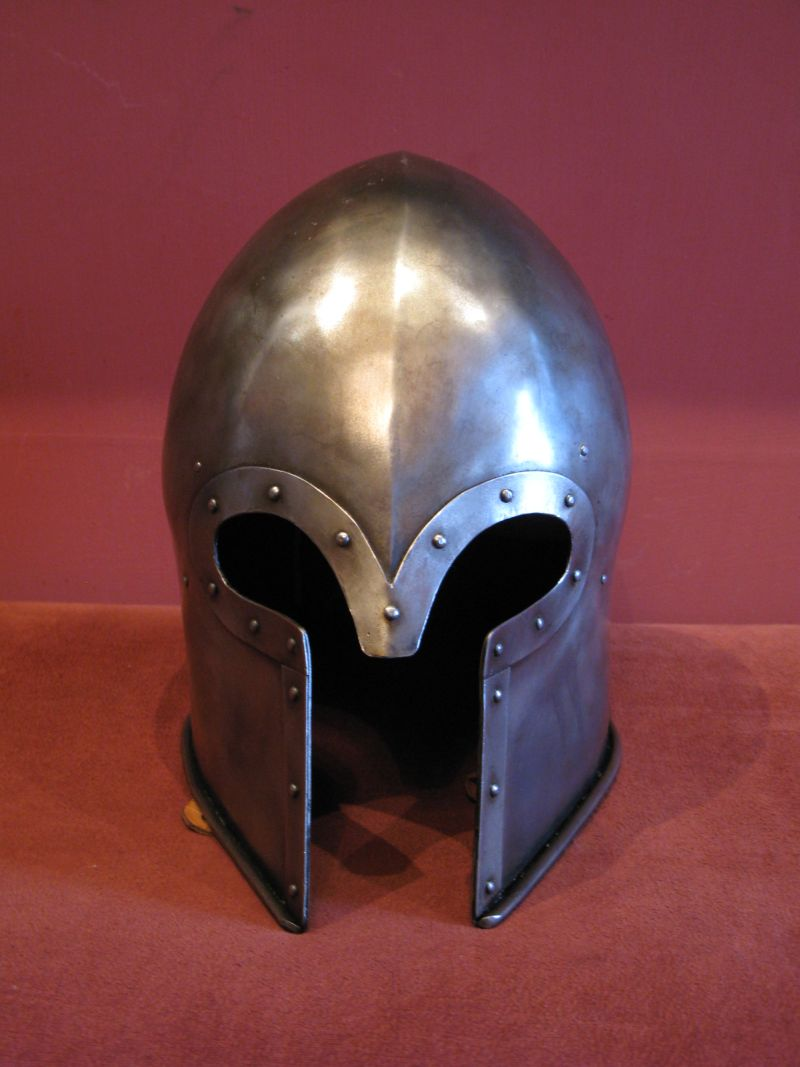
Barbuta

Se denomina barbuta (en italiano: 'barbudo') a un tipo de yelmo del siglo XV parecido a una celada sin visera y con una apertura para la cara en forma de T o Y.
También se llamaba barbuta a los guerreros que llevaban este tipo de yelmo.

## Historia
Este término aparece por primera vez en un inventario hecho en 1407 para la familia Gonzaga de Mantua.  Sustituyó al bacinete y se usó en el mismo periodo histórico que la celada. La barbuta podía vestirse con un gorjal o una gola, pero históricamente fue vestida a menudo con un manto de obispo de malla.
Es similar al casco corintio; es posible que su forma fuera inspirada por las tendencias grecorromanas del arte de la época.
Fue usado casi únicamente en Italia.

## Construcción
La característica principal que distingue a la barbuta de una celada sin visor es la extensión de los bordes laterales de la apertura facial hacia el centro, de forma que cubren las mejillas. El borde de la abertura facial a veces estaba reforzado por un reborde de hierro remachado que normalmente llegaba al borde inferior del yelmo. 
Comúnmente, las barbutas eran forjadas a partir de una única plancha metálica; no obstante, análisis metalúrgicos contemporáneos han revelado que muchos yelmos renacentistas italianos estaban hechos de hierro recubierto de acero recocido y templado: esto crea un material con una superficie dura que resiste el impacto de los ataques, y un interior dúctil que disminuye la fragilidad del casco. 
Las barbutas podían tener una protección nasal que variaba en longitud. Existe al menos un ejemplar de una barbuta con una protección nasal extremadamente larga y articulada[cita requerida]. Algunas barbutas con protecciones nasales puntiagudas reciben el calificativo de "cara de búho", por recordar su abertura facial a los rasgos del ave. 
Muchas barbutas tenían una cresta medial para reforzar el casco sin añadir peso.

### Decoración
Algunos ejemplares, al igual que las celadas, estaban recubiertos de tela decorativa, usualmente terciopelo. A veces presentaban agujeros con forma de cerradura en la cima, para enganchar una cimera o una cresta decorativa. Un cuadro de la época encargado por Federico da Montefeltro muestra una barbuta con una cimera en forma de águila heráldica[cita requerida].

## Cultura popular
- El personaje Magneto de la saga de cómics, series y películas X-MEN utiliza un yelmo de tipo Barbuta.
- Los soldados de Gondor en la trilogía filmográfica de Peter Jackson El señor de los anillos usan barbutas con la cima picuda.